# 平塚克洋
平塚 克洋（ひらつか かつひろ、1966年1月29日 - ）は、東京都墨田区出身の元プロ野球選手（外野手）・コーチ。
漫画『ど根性ガエル』に登場するキャラクター・佐川梅三郎に風貌がそっくりなことから、愛称は「ウメさん」。

## 経歴
野球部1期生として入学した春日部共栄高時代は、エースで4番打者を務めた。3年次の1983年には夏の甲子園埼玉大会で準々決勝に進出するが、長嶋一茂のいた立教高に惜敗。
高校卒業後は明治大学へ進学し、同期の武田一浩との二本柱で活躍。登板の無い時は一塁手としても活躍し、東京六大学リーグでは2年次の1986年に秋季で優勝を経験。リーグ通算28試合登板、6勝7敗、防御率2.27を記録。
大学卒業後は朝日生命へ入社し、外野手へ転向すると、同年の都市対抗にNTT東京の補強選手として出場。エースの与田剛を擁し、1回戦で三菱重工広島の佐々岡真司（NTT中国から補強）から先制の本塁打を放つが惜敗。同年のドラフト3位で横浜大洋ホエールズに入団。

### 横浜大洋・横浜時代
1990年から一軍出場を果たし、23試合に出場したが、守備要員としての出番が多かった。
1993年オフには葉室太朗との交換トレードでオリックス・ブルーウェーブへ移籍。

### オリックス時代
1994年には仰木彬監督の下で41試合に先発出場。4月13日の日本ハム戦（東京D）で白井康勝からプロ初本塁打を記録し、5月1日のロッテ戦（マリン）から同20日のダイエー戦（GS神戸）まで4番打者として起用されるなど1軍定着するかと思われたが、打撃不振などで翌21日以降レギュラーを剥奪されて出番が減る。
1995年は先発3試合出場で無安打に終わり、オフに自由契約の話が持ち上がるが、阪神が獲得の意思を示す。
1996年の開幕前に金銭トレードで阪神タイガースへ移籍。

### 阪神時代
1996年は藤田平監督の下、一塁手、右翼手、左翼手で起用され、不振の石嶺和彦に変わりほぼレギュラーに定着。5月10日の巨人戦（甲子園）でマリオ・ブリトーから逆転満塁本塁打を放ったが、8月31日のヤクルト戦（神宮）で右翼守備中に右足首を骨折。シーズン105試合に出場し、初の規定打席（34位、打率.254）にも到達し、11本塁打を放つ。
1997年には吉田義男が監督に就任し、左翼手兼一塁手で起用され、主軸打者として活躍。キャリアハイの打率.293（15位）・17本塁打・68打点の好記録を残し、同年のオールスターにも出場。
1998年には坪井智哉、大豊泰昭、アロンゾ・パウエルの加入でスタメン起用が減ったが、打率.273、4本塁打、20打点と準レギュラー選手としては好成績を残した。
1999年には野村克也が監督に就任し、4月は左翼手レギュラーで起用されたが5月以降は八木裕と共に右の代打起用が中心になった。阪神時代は横浜でドラフト同期でもあった大魔神こと佐々木主浩に強いことでも知られ、この年佐々木の唯一の負けが記録された試合でも先頭打者で安打を放った。同年6月4日、杉山賢人との交換トレードで西武ライオンズへ移籍。

### 西武時代
西武では外国人勢総崩れによる主砲不在の状況の打破を期待され、外野の準レギュラーや代打の切り札として活躍するが、チームの若返り策もあって2000年オフにトレード要員通告。結局はトレード話がまとまらずに現役を引退。

### 引退後
引退後の2001年はスカイAで近鉄戦中継の解説者を中心に活躍したが、解説1年目とは思えない玄人好みの解説を披露した。スカイAとの専属契約の前には、関西テレビの中継にもゲスト解説者として出演したことがある。
2002年には二軍打撃コーチとして大学の先輩である星野仙一が監督就任する阪神に復帰。
2004年には一軍打撃コーチ。
2005年から2006年には再び二軍打撃コーチ。
2007年には二軍外野守備・走塁コーチを務めた。
2008年からはフロント入り。
2013年からはスカウトに転身。東京六大学や首都大学リーグを含む関東を中心とした地域を担当し、主な担当選手として髙山俊（2015年ドラフト1位）、坂本誠志郎（同2位）、青柳晃洋（同5位）、大山悠輔（2016年ドラフト1位） 等がいる。

## 選手としての特徴・人物
- しぶとい打撃を武器に阪神時代は中軸を務めた強打の外野手[1]。
- 趣味はロック音楽鑑賞で特にアメリカのロックバンド・KISS、エリック・クラプトンの大ファンである。
- 子息も自身と同じく、春日部共栄高～明大から社会人野球へ進んでいる[4]。

## 詳細情報

### 年度別打撃成績
| 年 度      | 球 団      | 試 合 | 打 席 | 打 数 | 得 点 | 安 打 | 二 塁 打 | 三 塁 打 | 本 塁 打 | 塁 打 | 打 点 | 盗 塁 | 盗 塁 死 | 犠 打 | 犠 飛 | 四 球 | 敬 遠 | 死 球 | 三 振 | 併 殺 打 | 打 率 | 出 塁 率 | 長 打 率 | O P S |
| ---------- | ---------- | ----- | ----- | ----- | ----- | ----- | -------- | -------- | -------- | ----- | ----- | ----- | -------- | ----- | ----- | ----- | ----- | ----- | ----- | -------- | ----- | -------- | -------- | ----- |
| 1990       | 大洋 横浜  | 23    | 46    | 40    | 7     | 9     | 3        | 0        | 0        | 12    | 5     | 0     | 0        | 0     | 1     | 5     | 0     | 0     | 7     | 0        | .225  | .304     | .300     | .604  |
| 1991       | 大洋 横浜  | 17    | 33    | 32    | 1     | 9     | 1        | 0        | 0        | 10    | 2     | 0     | 0        | 1     | 0     | 0     | 0     | 0     | 8     | 0        | .281  | .281     | .313     | .594  |
| 1992       | 大洋 横浜  | 1     | 1     | 1     | 0     | 0     | 0        | 0        | 0        | 0     | 0     | 0     | 0        | 0     | 0     | 0     | 0     | 0     | 0     | 0        | .000  | .000     | .000     | .000  |
| 1993       | 大洋 横浜  | 10    | 16    | 13    | 3     | 2     | 0        | 0        | 0        | 2     | 0     | 0     | 0        | 0     | 0     | 3     | 0     | 0     | 2     | 0        | .154  | .313     | .154     | .466  |
| 1994       | オリックス | 48    | 160   | 141   | 17    | 33    | 3        | 0        | 7        | 57    | 21    | 0     | 1        | 0     | 1     | 16    | 0     | 2     | 31    | 1        | .234  | .319     | .404     | .723  |
| 1995       | オリックス | 7     | 8     | 8     | 1     | 0     | 0        | 0        | 0        | 0     | 0     | 0     | 0        | 0     | 0     | 0     | 0     | 0     | 1     | 0        | .000  | .000     | .000     | .000  |
| 1996       | 阪神       | 105   | 417   | 370   | 44    | 94    | 18       | 1        | 11       | 147   | 47    | 1     | 0        | 2     | 2     | 41    | 1     | 2     | 54    | 8        | .254  | .330     | .397     | .727  |
| 1997       | 阪神       | 135   | 538   | 484   | 51    | 142   | 22       | 0        | 17       | 215   | 68    | 0     | 1        | 0     | 2     | 50    | 2     | 2     | 81    | 18       | .293  | .361     | .444     | .805  |
| 1998       | 阪神       | 70    | 210   | 187   | 16    | 51    | 9        | 0        | 4        | 72    | 20    | 0     | 1        | 0     | 0     | 23    | 2     | 0     | 34    | 8        | .273  | .352     | .385     | .737  |
| 1999       | 阪神       | 35    | 107   | 103   | 8     | 28    | 6        | 0        | 0        | 34    | 4     | 0     | 0        | 1     | 0     | 3     | 0     | 0     | 17    | 8        | .272  | .292     | .330     | .623  |
| 1999       | 西武       | 54    | 145   | 121   | 7     | 29    | 3        | 0        | 3        | 41    | 16    | 1     | 0        | 0     | 4     | 20    | 0     | 0     | 22    | 6        | .240  | .338     | .339     | .677  |
| '99計      | 西武       | 89    | 252   | 224   | 15    | 57    | 9        | 0        | 3        | 75    | 20    | 1     | 0        | 1     | 4     | 23    | 0     | 0     | 39    | 14       | .254  | .319     | .335     | .654  |
| 2000       | 西武       | 83    | 212   | 175   | 17    | 43    | 11       | 0        | 1        | 57    | 18    | 0     | 1        | 3     | 1     | 33    | 0     | 0     | 28    | 10       | .246  | .364     | .326     | .689  |
| 通算：11年 | 通算：11年 | 588   | 1893  | 1675  | 172   | 440   | 76       | 1        | 43       | 647   | 201   | 2     | 4        | 7     | 11    | 194   | 5     | 6     | 285   | 59       | .263  | .339     | .386     | .726  |

- 大洋（横浜大洋ホエールズ）は、1993年に横浜（横浜ベイスターズ）に球団名を変更

### 記録
初記録
- 初出場：1990年5月6日、対阪神タイガース6回戦（横浜スタジアム）、6回裏に佐々木主浩の代打・加藤博一の代打として出場
- 初打席・初打点：同上、6回裏に仲田幸司から押し出し四球
- 初先発出場：1990年5月13日、対中日ドラゴンズ6回戦（宮城球場）、6番・右翼手として先発出場
- 初安打：同上、7回裏に山本昌から
- 初本塁打：1994年4月13日、対日本ハムファイターズ2回戦（東京ドーム）、6回表に白井康勝から左越ソロ

その他の記録
- オールスターゲーム出場：1回 （1997年）

### 背番号
- 35 （1990年 - 1993年）
- 43 （1994年）
- 25 （1995年）
- 54 （1996年 - 1999年途中）
- 29 （1999年途中 - 2000年）
- 72 （2002年 - 2007年）